# 280-е годы
280-е (две́сти восьмидеся́тые) го́ды по юлианскому календарю — промежуток времени с 1 января 280 года по 31 декабря 289 года, включающий 280 год 8-го десятилетия   и с 281 по 289 годы    9-го десятилетия III века 1-го тысячелетия.  Они закончились 1736 лет назад.

## Важнейшие события
- Середина 280-х годов — восстание на востоке Ирана, которое поднял один из царевичей при участии среднеазиатских племён.
- 280-е годы — усиление Карашара.
- Конец 280-х годов — царевич государства Фуюй (Пуё?) попытался восстановить своё царство, но был разбит сяньби. Сяньби постарались переловить всё население Фуюй и продали пленных в Китай. Император приказал освободить фуюйцев, и они остались в Китае[1].